# Pardirallus maculatus
Pardirallus maculatus е вид птица от семейство Rallidae.

## Разпространение
Видът е разпространен в Аржентина, Белиз, Боливия, Бразилия, Венецуела, Гватемала, Гвиана, Доминиканската република, Еквадор, Кайманови острови, Колумбия, Коста Рика, Куба, Мексико, Панама, Парагвай, Перу, Салвадор, Суринам, САЩ, Тринидад и Тобаго, Уругвай, Френска Гвиана, Хаити и Чили.